# Postać normalna (bazy danych)
Postać normalna – postać relacji w bazie danych, w której nie występuje redundancja (nadmiarowość), czyli powtarzanie się tych samych informacji. Doprowadzenie relacji do postaci normalnej nazywa się normalizacją (lub dekompozycją) bazy danych.

## Rozróżniane postacie normalne

### Pierwsza postać normalna (1NF)
Relacja jest w pierwszej postaci normalnej, jeśli:
- opisuje jeden obiekt,
- wartości atrybutów są elementarne (atomowe, niepodzielne) – każda kolumna jest wartością skalarną (atomową), a nie macierzą lub listą czy też czymkolwiek, co posiada własną strukturę[1],
- nie zawiera kolekcji (powtarzających się grup informacji)
- kolejność wierszy może być dowolna (znaczenie danych nie zależy od kolejności wierszy).

#### Tabela przed normalizacją
| Płeć   | Imię               |
| ------ | ------------------ |
| Męska  | Jan, Piotr, Zenon  |
| Żeńska | Anna, Maria, Zofia |

#### Pierwsza postać normalna
| Płeć   | Imię  |
| ------ | ----- |
| Męska  | Jan   |
| Męska  | Piotr |
| Męska  | Zenon |
| Żeńska | Anna  |
| Żeńska | Maria |
| Żeńska | Zofia |

Właściwości, które muszą zaistnieć w 1 formie:
1. Jest zdefiniowany klucz relacji.
2. Wszystkie atrybuty niekluczowe są w zależności funkcyjnej od klucza.

### Druga postać normalna (2NF)
Relacja jest w drugiej postaci normalnej wtedy i tylko wtedy, gdy jest w I postaci normalnej i żadna kolumna niekluczowa nie jest częściowo funkcyjnie zależna od jakiegokolwiek klucza potencjalnego.
Przykład tabeli „Pracownicy” przed normalizacją
| Imię    | Nazwisko   | Płeć   | Stanowisko | Stawka za godzinę |
| ------- | ---------- | ------ | ---------- | ----------------- |
| Antoni  | Anonim     | Męska  | Stolarz    | 10 zł             |
| Natalia | Niewiadoma | Żeńska | Sekretarka | 20 zł             |
| Alina   | Enigma     | Żeńska | Sekretarka | 20 zł             |

Klucz potencjalny składa się tu z dwóch pól: "Imię" oraz "Nazwisko".  Przy założeniu, że każde imię ma przypisaną jedną płeć, czyli, że płeć zależy tylko od jednego z atrybutów klucza potencjalnego, tabela nie spełnia warunków na drugą postać normalną. 
Przykład tabeli „Pracownicy” po normalizacji do 2NF
| Imię    | Nazwisko   | Stanowisko | Stawka za godzinę |
| ------- | ---------- | ---------- | ----------------- |
| Antoni  | Anonim     | Stolarz    | 10 zł             |
| Natalia | Niewiadoma | Sekretarka | 20 zł             |
| Alina   | Enigma     | Sekretarka | 20 zł             |

Każdy atrybut niekluczowy zależy od całego klucza potencjalnego.

#### Nowa tabela „Płeć imienia” po normalizacji
| Imię    | Płeć   |
| ------- | ------ |
| Antoni  | Męska  |
| Natalia | Żeńska |
| Alina   | Żeńska |

### Trzecia postać normalna (3NF)
Relacja jest w trzeciej postaci normalnej wtedy i tylko wtedy, gdy jest w II postaci normalnej i żaden atrybut niekluczowy nie jest zależny funkcyjnie od innych atrybutów niekluczowych.

#### Przykład tabeli „Pracownicy” przed normalizacją
| Imię    | Nazwisko   | Stanowisko | Stawka za godzinę |
| ------- | ---------- | ---------- | ----------------- |
| Antoni  | Anonim     | Stolarz    | 10 zł             |
| Natalia | Niewiadoma | Sekretarka | 20 zł             |
| Alina   | Enigma     | Sekretarka | 20 zł             |

Klucz potencjalny składa się tu z dwóch pól: "Imię" oraz "Nazwisko". Oba atrybuty niekluczowe: "Stanowisko" oraz "Stawka za godzinę" są zależne od całego klucza potencjalnego- tzn. dany pracownik ma przyporządkowane jedno stanowisko i jedną stawkę godzinową.
Jeśli założymy, że każde stanowisko jest tak samo płatne, to  wartości w kolumnie „Stawka za godzinę” są zależne jedynie od pola „Stanowisko”, a tylko pośrednio od klucza potencjalnego. Prowadzi to do powtarzania się wartości „20 zł”, co powoduje redundancję (nadmiarowość danych). Może to też prowadzić do anomalii i niespójności danych, gdy np. pani Alinie zmienimy stawkę na 25 zł, a zapomnimy zmienić stawki drugiej sekretarce, pani Natalii.
Sprowadzenie do III postaci normalnej będzie polegać na przeniesieniu stawek do osobnej tabeli, a w tabeli pracowników pozostawienie jedynie nazwy stanowiska.

#### Tabela „Pracownicy” po normalizacji
| Imię    | Nazwisko   | Stanowisko |
| ------- | ---------- | ---------- |
| Antoni  | Anonim     | Stolarz    |
| Natalia | Niewiadoma | Sekretarka |
| Alina   | Enigma     | Sekretarka |

#### Tabela „Stawki godzinowe” po normalizacji
| Stanowisko | Stawka |
| ---------- | ------ |
| Stolarz    | 10 zł  |
| Sekretarka | 20 zł  |

### Postać normalna Boyce’a-Codda (BCNF lub 3.5NF)
W tej postaci zależności funkcyjne muszą mieć następującą postać: jeżeli X → A i atrybut A nie jest zawarty w X, to X jest kluczem lub zawiera klucz.

### Czwarta postać normalna (4NF)
Relacja jest w czwartej postaci normalnej, jeżeli zbiór atrybutów X określa
wartościowo Y, to zachodzi jeden z następujących warunków (trywialne zależności wielowartościowe):
- Y jest puste lub zawiera się w X,
- suma zbiorów X i Y jest pełnym zbiorem atrybutów,
- X zawiera klucz.

Ponadto 4NF zachodzi wówczas gdy:
- spełnione są warunki BCNF,
- istnieją nietrywialne zależności, gdzie Y wynika z X, X i Y są rozdzielne oraz X jest kluczem.

Czwarta i piąta postać normalna są w zasadzie używane wyłącznie przy okazji rozważań teoretycznych.